# Robert Janik
Robert Adam Janik (ur. 25 sierpnia 1941 w Ujeździe, zm. 31 marca 2023 w Zakopanem) – polski lekarz (chirurg), taternik i alpinista, naczelnik Tatrzańskiego Ochotniczego Pogotowia Ratunkowego w latach 1993–1998.

## Życiorys
Był synem Adama, chirurga i lekarza naczelnego Górskiego Ochotniczego Pogotowia Ratunkowego (1960–1965) oraz Gabrieli. Młodość Robert Janik spędził w rodzinnym Ujeździe, Krakowie oraz Rabce, gdzie w 1963 roku został członkiem Grupy Podhalańskiej GOPR. W 1966 roku ukończył studia w Akademii Medycznej w Krakowie i – po odbyciu służby w wojskach powietrznodesantowych – podjął pracę w szpitalu w Zakopanem, gdzie był zatrudniony do 1985 roku. Wówczas też przeprowadził się do tego miasta, wstępując do Grupy Tatrzańskiej GOPR.
Jako ratownik górski uzyskał stopień Starszego Instruktora Ratownictwa. Przez dwie kadencje prezesował Grupie Tatrzańskiej GOPR. Został również członkiem Klubu Wysokogórskiego, a następnie Polskiego Związku Alpinizmu. Brał udział w wyprawach: w Hindukusz (1977), w pierwszej polskiej zimowej wyprawie na Mount Everest (1980), na Kanczendzongę (1986, 2002/2003) i K2 oraz w wyprawach w Kaukaz i Andy Peruwiańskie. Wspinał się także w Alpach. W latach 1980–1981 pływał jako lekarz okrętowy na statkach Polskich Linii Oceanicznych, odbywając rejsy do Afryki Południowej, Zatoki Gwinejskiej oraz na Sumatrę. Po powrocie do Zakopanego, szkolił i brał udział w akcjach ratowniczych. Od 1983 roku pełnił funkcję szefa służby medycznej GOPR, a w 1985 roku podjął pracę w Naczelnictwie Pogotowia. Wkrótce potem został etatowym ratownikiem w Grupie Tatrzańskiej.
Po usamodzielnieniu się TOPR w 1991 roku, w latach 1991–1993 pełnił funkcję zastępcy naczelnika, a w latach 1993–1998 – naczelnika Pogotowia. W 1998 roku, podczas pobytu we Francji uległ wypadkowi, wskutek którego wycofał się z czynnej służby. Pozostał w TOPR jako starszy instruktor, członek honorowy oraz członek Klubu Seniora.
W 1979 roku otrzymał uprawnienia przewodnika tatrzańskiego, był członkiem Stowarzyszenia Przewodników Tatrzańskich im. Klemensa Bachledy. Posiadał uprawnienia płetwonurka (1 gwiazdka CMAS) oraz spadochronowe. Zajmował się również fotografią górską.
W uznaniu zasług został odznaczony m.in. Krzyżem Komandorskim Orderu Odrodzenia Polski (2009), Krzyżem Kawalerskim Orderu Odrodzenia Polski (1998) oraz Medalem za Ofiarność i Odwagę.
Został pochowany na Nowym Cmentarzu w Zakopanem.